# Convidecia
AD5-nCOV, comercializada bajo el nombre Convidecia o PakVak, es una vacuna de una sola dosis contra la COVID-19 desarrollada por la empresa china de vacunas CanSino Biologics. 
A diciembre de 2020, se encuentra en ensayos de fase III en Arabia Saudita, Argentina, Chile, México, Pakistán y Rusia con más de 40 000 personas en administración de dosis doble y única. Convidecia es una vacuna de vector viral. Vectores similares son AZD1222, Gam-COVID-Vac y Ad26.COV2.S, que también se encuentran en ensayos clínicos de fase III para COVID-19.
Reportes publicados en febrero de 2021 muestran una eficacia del 65,7 % en la prevención de casos moderados de COVID-19, y de un 91 % para casos graves.

## Investigación

### Fase I y II
A principios de 2020, Chen Wei dirigió un equipo conjunto del Instituto de Biotecnología, la Academia de Ciencias Médicas Militares y CanSino Biologics para desarrollar AD5-nCOV. El equipo registró una vacuna COVID-19 experimental para el ensayo de fase I el 17 de marzo de 2020 para probar su seguridad. La vacuna se probó en 108 voluntarios sanos en Wuhan.
En abril, Ad5-nCoV se convirtió en el primer candidato a vacuna COVID-19 en el mundo en comenzar los ensayos de Fase II. Los resultados del ensayo de fase II se publicaron en la revista revisada por pares The Lancet el 20 de julio de 2020 y observaron respuestas de anticuerpos neutralizantes y células T en los 508 participantes elegibles. En septiembre, la cantidad de anticuerpos Covid-19 en sujetos de los ensayos de fase I se mantuvo alta seis meses después de la primera inyección. Los altos niveles de anticuerpos sugirieron que las inyecciones de esta vacuna candidato pueden proporcionar inmunidad durante un período prolongado, aunque los resultados de la Fase III aún eran necesarios. El 24 de septiembre, Cansino comenzó las pruebas de Fase IIb en 481 participantes para evaluar la seguridad e inmunogenicidad de Ad5-nCoV para niños de 6 a 17 años y personas mayores de 56 años o más.
En agosto de 2020, la Administración Nacional de Propiedad Intelectual de China emitió la primera patente de vacuna COVID-19 del país a la empresa.
El 16 de mayo de 2020, el primer ministro canadiense, Justin Trudeau, anunció que Health Canada había aprobado los ensayos de fase II que el Centro Canadiense de Vacunación realizaría sobre la vacuna COVID-19 producida por CanSino. Si los ensayos de la vacuna tuvieran éxito, entonces el Consejo Nacional de Investigación trabajaría con CanSino para producir y distribuir la vacuna en Canadá. Scott Halperin, director del Centro Canadiense de Vacunación, esperaba que los ensayos clínicos comenzaran tan pronto como dentro de dos semanas. En agosto de 2020, el Consejo Nacional de Investigación reveló que la aduana china no había aprobado el envío de la vacuna a Canadá, tras lo cual se abandonó la colaboración entre CanSino y el Centro Canadiense de Vacunación.

### Fase III
En agosto de 2020, Arabia Saudita confirmó que comenzaría las pruebas de Fase III en 5000 personas para Ad5-nCoV en las ciudades de Riad, Dammam y La Meca.
En octubre de 2020, México recibió el primer lote de la vacuna para ensayos de Fase III en 10 000 a 15 000 voluntarios. Los senderos de la Fase III se realizarían en Chihuahua, Durango, Nuevo León, Jalisco, Aguascalientes, Michoacán, Guerrero, Oaxaca, Morelos, Quintana Roo, Veracruz, Puebla, Hidalgo y Ciudad de México y comenzaron durante la primera semana de noviembre.
El 11 de septiembre de 2020, la NPO Petrovax de Rusia comenzó las pruebas de fase III en 500 voluntarios. Petrovax anunció que realizaría una prueba adicional con 8000 voluntarios más, que fue aprobada por el gobierno ruso en diciembre.
El 15 de septiembre de 2020, Pakistán comenzó las pruebas de fase III con 40 000 voluntarios como parte de un estudio multicéntrico global. El ministro de Planificación, Desarrollo e Iniciativas Especiales, Asad Umar, dijo que entre 8000 y 10 000 voluntarios serían de Pakistán.
En noviembre de 2020, Chile aprobó los ensayos de Fase III con 5200 voluntarios, que serán administrados por la Universidad de La Frontera e incluyen centros de la Araucanía, Los Ríos, Los Lagos y las regiones metropolitanas. A diferencia de los ensayos previos de fase III, los ensayos de Chile requerirían solo una dosis de la vacuna. 
Los resultados preliminares en Chile, de la Fase III en marzo de 2021, han mostrando un 91 % de eficacia para prevenir casos graves y un 65 % para prevenir los casos sintomáticos de COVID-19.
En diciembre de 2020, la Fundación Huésped de Argentina inició los ensayos de fase III en 11 centros de salud en el área metropolitana de Buenos Aires y Mar del Plata.
En noviembre de 2020, CanSino dijo que comenzaría el análisis intermedio de los resultados de la Fase III cuando se encuentren 50 casos de infección.
El día 23 de diciembre del 2021, fueron publicados los resultados del ensayo clínico fase III, internacional y multicéntrico de la vacuna Cansino para SARS-Cov-2. Fue reportado ser 57,5 % eficaz contra COVID-19 sintomático y 91,7 % contra COVID grave a los 28 días post-vacunación.

### Ensayos de aerosol nasal
En septiembre, Cansino inició un ensayo de fase I en China con 144 adultos para determinar la seguridad e inmunogenicidad de la vacuna que se administrará en forma de aerosol nasal, en contraste con la mayoría de las vacunas candidatas contra la COVID-19 que requieren inyección intramuscular.

### Estudios observacionales
Un estudio realizado de forma independiente por la Sala de Situación en Salud por COVID-19 y el Instituto de Investigación en Ciencias Biomédicas (IICB) del CUCS de la Universidad de Guadalajara y publicado en el mes de septiembre del 2021, analizó a 346 individuos (117 con infección de COVID-19 previamente y 229 sin infección de COVID-19 previa) vacunados con Ad5-nCoV. Se analizó el porcentaje de anticuerpos neutralizantes contra el SARS-CoV-2 y los niveles séricos de anticuerpos contra Ad5 generados en respuesta a la vacuna. Para ello, se cuantificaron estos anticuerpos en condiciones previas y posteriores a la vacunación.Como resultado, se identificó que la vacuna Ad5-nCoV induce un mayor porcentaje de anticuerpos neutralizantes en individuos con infección previa de COVID-19 que en aquellos sin COVID-19 previa a la vacunación. Así mismo, se sugiere la aplicación de una dosis de refuerzo debido a los moderados títulos de anticuerpos generados, especialmente en personas sin infección previa de COVID-19, en donde un 7 % de ellos no generó anticuerpos neutralizantes. Finalmente, observaron que después de la vacunación, se incrementan ligeramente los títulos de anticuerpos contra Ad5, por ello, los autores sugieren que esto debe ser considerado y evaluado si se pretende aplicar una dosis de refuerzo.

## Autorización
El 25 de junio, China aprobó Ad5-nCoV para uso limitado por parte de los militares por un período de un año. En una declaración de Cansino, «Ad5-nCoV está actualmente limitado solo para uso militar y su uso no se puede expandir a un rango de vacunación más amplio sin la aprobación del Departamento de Apoyo Logístico».
A finales de diciembre, se informó que Convidecia sería sometida a revisión con el regulador de salud mexicano, COFEPRIS. El 10 de febrero de 2021 dicho organismo aprobó el uso emergente.
El día 7 de abril, el Instituto de Salud Pública de Chile aprobó el uso de emergencia de la vacuna en el país. Se espera que lleguen cerca de 1 800 000 dosis para vacunar a la población.

## Mercado y despliegue
En septiembre, Solution Biologics de Malasia firmó un acuerdo de fabricación y comercialización para la comercialización y distribución de la vacuna en el país.
En octubre, Indonesia llegó a un acuerdo con Cansino para administrar 100 000 dosis en 2020, con entre 15 y 20 millones de dosis adicionales en 2021.
En diciembre, el canciller de México, Marcelo Ebrard, firmó un acuerdo con Cansino por 35 millones de dosis de la vacuna.
La provincia argentina de Santa Fe comunicó que recibirá 1 millón de dosis de esta vacuna en el mes de julio de 2021.